# Grande Prêmio de Mônaco de 2024
O Grande Prêmio de Mônaco de 2024 (formalmente denominado Formula 1 Grand Prix de Monaco 2024) foi a oitava etapa do Campeonato Mundial de Fórmula 1 de 2024, disputada em 26 de maio de 2024 no Circuito de Mônaco, Monte Carlo, Mônaco. Foi vencido por Charles Leclerc, da Ferrari, com Oscar Piastri, da McLaren, e Carlos Sainz Jr., também da Ferrari, completando o pódio.

## Resumo
A McLaren adotou uma pintura especial, nas cores verde, amarela e azul, inspirada no design do capacete de Ayrton Senna, cujo falecimento completou trinta anos naquele mês. As cores também estiveram presentes nos macacões e nos capacetes de seus pilotos, Oscar Piastri e Lando Norris.
A pole position foi de Charles Leclerc, sendo a primeira dele e da Ferrari no ano, o que encerrou a sequência de oito poles consecutivas de Max Verstappen, e impediu que o neerlandês superasse o recorde de Senna de conquistar oito poles consecutivas numa mesma temporada.
Charles Leclerc foi o vencedor da prova, se tornando o primeiro monegasco a vencer em casa na F1, e o segundo vencedor do GP de Mônaco desde Louis Chiron em 1931. Foi a sexta vitória de Leclerc na carreira, a última tinha sido no Grande Prêmio da Áustria de 2022.
Esta também foi a segunda vitória da Ferrari no ano, e a primeira em Mônaco desde o triunfo de Sebastian Vettel em 2017.

## Resultados

#### Treino classificatório
| Pos.                | N° | Piloto           | Construtor                 | Tempos classificatórios | Tempos classificatórios | Tempos classificatórios | Grid final |
| Pos.                | N° | Piloto           | Construtor                 | Q1                      | Q2                      | Q3                      | Grid final |
| ------------------- | -- | ---------------- | -------------------------- | ----------------------- | ----------------------- | ----------------------- | ---------- |
| 1                   | 16 | Charles Leclerc  | Ferrari                    | 1:11.584                | 1:10.825                | 1:10.270                | 1          |
| 2                   | 81 | Oscar Piastri    | McLaren-Mercedes           | 1:11.500                | 1:10.756                | 1:10.424                | 2          |
| 3                   | 55 | Carlos Sainz Jr. | Ferrari                    | 1:11.543                | 1:11.075                | 1:10.518                | 3          |
| 4                   | 4  | Lando Norris     | McLaren-Mercedes           | 1:11.760                | 1:10.732                | 1:10.542                | 4          |
| 5                   | 63 | George Russell   | Mercedes                   | 1:11.492                | 1:10.929                | 1:10.543                | 5          |
| 6                   | 1  | Max Verstappen   | Red Bull Racing-Honda RBPT | 1:11.711                | 1:10.745                | 1:10.567                | 6          |
| 7                   | 44 | Lewis Hamilton   | Mercedes                   | 1:11.528                | 1:11.056                | 1:10.621                | 7          |
| 8                   | 22 | Yuki Tsunoda     | RB-Honda RBPT              | 1:11.852                | 1:11.106                | 1:10.858                | 8          |
| 9                   | 23 | Alexander Albon  | Williams-Mercedes          | 1:11.623                | 1:11.216                | 1:10.948                | 9          |
| 10                  | 10 | Pierre Gasly     | Alpine-Renault             | 1:11.714                | 1:10.896                | 1:11.311                | 10         |
| 11                  | 31 | Esteban Ocon     | Alpine-Renault             | 1:11.887                | 1:11.285                | N/A                     | 11         |
| 12                  | 3  | Daniel Ricciardo | RB-Honda RBPT              | 1:11.785                | 1:11.482                | N/A                     | 12         |
| 13                  | 18 | Lance Stroll     | Aston Martin-Mercedes      | 1:11.728                | 1:11.563                | N/A                     | 13         |
| 14                  | 14 | Fernando Alonso  | Aston Martin-Mercedes      | 1:12.019                | N/A                     | N/A                     | 14         |
| 15                  | 2  | Logan Sargeant   | Williams-Mercedes          | 1:12.020                | N/A                     | N/A                     | 15         |
| 16                  | 11 | Sergio Pérez     | Red Bull Racing-Honda RBPT | 1:12.060                | N/A                     | N/A                     | 16         |
| 17                  | 77 | Valtteri Bottas  | Kick Sauber-Ferrari        | 1:12.512                | N/A                     | N/A                     | 17         |
| 18                  | 24 | Zhou Guanyu      | Kick Sauber-Ferrari        | 1:13.028                | N/A                     | N/A                     | 18         |
| DSQ                 | 27 | Nico Hülkenberg  | Haas-Ferrari               | 1:11.876                | 1:11.440                | N/A                     | 191        |
| DSQ                 | 20 | Kevin Magnussen  | Haas-Ferrari               | 1:11.832                | 1:11.725                | N/A                     | 201        |
| 107% time: 1:16.594 |    |                  |                            |                         |                         |                         |            |
| Fontes:             |    |                  |                            |                         |                         |                         |            |

Notas
- ↑1  – Nico Hülkenberg e Kevin Magnussen inicialmente qualificaram-se em 12º e 15º, respectivamente, mas foram posteriormente desclassificados porque seu DRS não estava em conformidade com os regulamentos técnicos. Eles foram autorizados a correr a critério dos comissários.[9]

#### Corrida
| Pos.                                                               | N° | Piloto           | Construtor                 | Voltas | Tempo/Retirada    | Grid | Pontos |
| ------------------------------------------------------------------ | -- | ---------------- | -------------------------- | ------ | ----------------- | ---- | ------ |
| 1                                                                  | 16 | Charles Leclerc  | Ferrari                    | 78     | 2:23:15.554       | 1    | 25     |
| 2                                                                  | 81 | Oscar Piastri    | McLaren-Mercedes           | 78     | +7.152            | 2    | 18     |
| 3                                                                  | 55 | Carlos Sainz Jr. | Ferrari                    | 78     | +7.585            | 3    | 15     |
| 4                                                                  | 4  | Lando Norris     | McLaren-Mercedes           | 78     | +8.650            | 4    | 12     |
| 5                                                                  | 63 | George Russell   | Mercedes                   | 78     | +13.309           | 5    | 10     |
| 6                                                                  | 1  | Max Verstappen   | Red Bull Racing-Honda RBPT | 78     | +13.853           | 6    | 8      |
| 7                                                                  | 44 | Lewis Hamilton   | Mercedes                   | 78     | +14.908           | 7    | 71     |
| 8                                                                  | 22 | Yuki Tsunoda     | RB-Honda RBPT              | 77     | +1 lap            | 8    | 4      |
| 9                                                                  | 23 | Alexander Albon  | Williams-Mercedes          | 77     | +1 lap            | 9    | 2      |
| 10                                                                 | 10 | Pierre Gasly     | Alpine-Renault             | 77     | +1 lap            | 10   | 1      |
| 11                                                                 | 14 | Fernando Alonso  | Aston Martin-Mercedes      | 76     | +2 laps           | 14   |        |
| 12                                                                 | 3  | Daniel Ricciardo | RB-Honda RBPT              | 76     | +2 laps           | 12   |        |
| 13                                                                 | 77 | Valtteri Bottas  | Kick Sauber-Ferrari        | 76     | +2 laps           | 17   |        |
| 14                                                                 | 18 | Lance Stroll     | Aston Martin-Mercedes      | 76     | +2 laps           | 13   |        |
| 15                                                                 | 2  | Logan Sargeant   | Williams-Mercedes          | 76     | +2 laps           | 15   |        |
| 16                                                                 | 24 | Zhou Guanyu      | Kick Sauber-Ferrari        | 76     | +2 laps           | 18   |        |
| Ret                                                                | 31 | Esteban Ocon     | Alpine-Renault             | 0      | Dano após colisão | 11   |        |
| Ret                                                                | 11 | Sergio Pérez     | Red Bull Racing-Honda RBPT | 0      | Colisão           | 16   |        |
| Ret                                                                | 27 | Nico Hülkenberg  | Haas-Ferrari               | 0      | Colisão           | 19   |        |
| Ret                                                                | 20 | Kevin Magnussen  | Haas-Ferrari               | 0      | Colisão           | 20   |        |
| Volta Mais Rápida: Lewis Hamilton (Mercedes) – 1:14.165 (volta 63) |    |                  |                            |        |                   |      |        |
| Fontes:                                                            |    |                  |                            |        |                   |      |        |

Notas
- ↑1  – Inclui um ponto pela volta mais rápida.[11]

## Tabela do Campeonato após a corrida
|        | Pos. | Piloto           | Pontos |
| ------ | ---- | ---------------- | ------ |
|        | 1    | Max Verstappen   | 169    |
|        | 2    | Charles Leclerc  | 138    |
| 1      | 3    | Lando Norris     | 113    |
| 1      | 4    | Carlos Sainz Jr. | 108    |
| 2      | 5    | Sergio Pérez     | 107    |
| Fonte: |      |                  |        |

|        | Pos. | Construtor                 | Pontos |
| ------ | ---- | -------------------------- | ------ |
|        | 1    | Red Bull Racing-Honda RBPT | 276    |
|        | 2    | Ferrari                    | 252    |
|        | 3    | McLaren-Mercedes           | 184    |
|        | 4    | Mercedes                   | 96     |
|        | 5    | Aston Martin-Mercedes      | 44     |
| Fonte: |      |                            |        |

- Nota: Apenas as cinco primeiras posições estão incluídas em ambos os conjuntos de classificação.